# Leiomelus brunneifrons
Leiomelus brunneifrons är en insektsart som beskrevs av Kjell Ernst Viktor Ander 1936. Leiomelus brunneifrons ingår i släktet Leiomelus och familjen Anostostomatidae. Inga underarter finns listade i Catalogue of Life.